# Santa Catarina Cuexcomatitlán
Santa Catarina Cuexcomatitlán är en ort i Mexiko.   Den ligger i kommunen Mezquitic och delstaten Jalisco, i den centrala delen av landet, 600 km nordväst om huvudstaden Mexico City. Santa Catarina Cuexcomatitlán ligger 1 479 meter över havet och antalet invånare är 133.
Terrängen runt Santa Catarina Cuexcomatitlán är kuperad åt sydost, men åt nordväst är den bergig. Runt Santa Catarina Cuexcomatitlán är det mycket glesbefolkat, med 4 invånare per kvadratkilometer. Närmaste större samhälle är San Andrés Cohamiata, 14,0 km väster om Santa Catarina Cuexcomatitlán. I omgivningarna runt Santa Catarina Cuexcomatitlán växer huvudsakligen savannskog.